# 李禹燊
李禹燊（英語：Oscar Li，1995年9月14日—），原名李祉均，ViuTV選秀節目《全民造星II》季軍，香港演藝學院舞蹈藝術學士，專攻現代舞，副修舞蹈教育及編舞；原為技巧體操香港代表隊成員。

## 簡歷
李禹燊在香港演藝學院修讀舞蹈藝術文學士，主修現代舞。李禹燊自3歲起練體操，曾多次征戰競技體操學界比賽，並獲選加入技巧體操香港代表隊，不過李禹燊接受《香港01》訪問時，表示體操訓練講求紀律，不符合他好動個性，加上練體操期間有接受舞蹈訓練，使他大感興趣，所以選擇離開港隊，加入舞蹈學校習舞。接觸不同舞種時，李禹燊有感現代舞和他自己身體的感覺配合，所以後來選擇專攻現代舞。在學期間，他曾到訪英國、法國、冰島、意大利、西班牙、韓國、日本、新加坡、台灣、上海等地學習、交流及工作後，初步建立他在《全民造星II》的表演風格。李禹燊本來有報名參加《全民造星》，不過為了專注學業而未有正式參賽。李禹燊在《全民造星II》多次呈獻富藝術感，包含現代舞元素的演出，帶給香港觀眾耳目一新的感覺，因而成功殺出重圍。2019年12月15日，《全民造星II》舉行總決賽，作為終極10強之一的李禹燊獲得季軍。
選秀節目結束後，李禹燊雖仍在演藝界發展，但至2022年仍一直自行接洽工作，未有簽約為任何公司旗下藝人。期間亦有擔任舞蹈教師及進修唱歌等演藝技巧。

### 網片
| 首播年份 | 網片名稱     | 飾演角色 |
| -------- | ------------ | -------- |
| 2018年   | 包搞掂萬事屋 | 安仔     |

### 綜藝
| 年份 | 製作單位 | 作品名稱   | 身份                   |
| ---- | -------- | ---------- | ---------------------- |
| 2020 | ViuTV    | 全民來電   | 電競隊隊員（固定班底） |
| 2024 | ViuTV    | 周六食花生 | 主持                   |

### 舞台劇
| 年份 | 作品名稱                 | 角色               |
| ---- | ------------------------ | ------------------ |
| 2022 | 體驗式音樂劇場《塑像譜》 | 《春澀》部分的主角 |

## 外部連結
- 李禹燊的Instagram帳戶